# 1877 dans le catholicisme
Chronologie du catholicisme
- 1873
- 1874
- 1875
- 1876
- 1877
- 1878
- 1879
- 1880
- 1881

Cet article présente les faits marquants de l'année 1877 dans le catholicisme.

## Évènements
- 12 mars : Création de 11 cardinaux par le pape Pie IX
- 22 juin : Création de 3 cardinaux par le pape Pie IX
- 19 juillet : Saint François de Sales est reconnu Docteur de l'Église (« Docteur de l'Amour »)
- 28 décembre : Création de 2 cardinaux par le pape Pie IX

## Naissances
- 30 janvier : Bienheureuse Maria Crocifissa Curcio, religieuse italienne, fondatrice des Carmélites missionnaires de Sainte Thérèse de l'Enfant-Jésus († 4 juillet 1957)
- 1er février : Guillaume Mollat, prélat et homme de lettres français († 4 mai 1968)
- 7 février : Camillo Caccia Dominioni, cardinal italien de la Curie († 12 novembre 1946)
- 24 février : Pie Eugène Joseph Neveu, prélat assomptionniste français, évêque clandestin en URSS († 17 octobre 1946)
- 28 février : Henri Breuil, prêtre et préhistorien français († 14 août 1961)
- 1er mars : Albin Markuszewski, prêtre soviétique, victime de la répression stalinienne († 5 février 1938)
- 2 mars : Luigi Maglione, cardinal italien de la Curie, cardinal-secrétaire d'État, précédemment diplomate du Saint-Siège et archevêque titulaire de Césarée-en-Palestine († 22 août 1944)
- 16 mars : Joseph Olphe-Galliard, prêtre, résistant et chapelain militaire français, aumônier général des FFL († 4 juin 1960)
- 2 avril : Jean de Vienne de Hautefeuille, prélat et missionnaire français, premier évêque de Tianjin, évêque titulaire d'Abrittum (de) puis d'Abora (de) († 21 septembre 1957)
- 3 avril : Bienheureuse Maria Carola Cecchin, religieuse italienne, missionnaire au Kenya († 13 novembre 1925)
- 10 avril : Massimo Massimi, cardinal italien de la Curie († 6 mars 1954)
- 8 mai : Abbé Chaperon, prêtre et aumônier militaire français († 14 juin 1951)
- 7 juin : Bienheureux Nicétas Budka, prélat gréco-catholique ukrainien, martyr du communisme († 1er octobre 1949)
- 9 juin : Ernest Mennechet, prélat français, évêque de Soissons († 2 juin 1946)
- 2 juillet : Alexandre Pons, prêtre et missionnaire français en Algérie et en Tunisie († 28 novembre 1938)
- 5 juillet : Miguel de Andrea, prélat argentin, évêque auxiliaire de Buenos Aires et évêque titulaire de Temnus (de) († 23 juin 1960)
- 9 juillet : Pierre Lhande, prêtre jésuite français, "apôtre des banlieues" connu pour ses sermons à la radio et écrivain de langue basque († 17 avril 1957)
- 13 juillet : Giuseppe Pizzardo, cardinal italien de la Curie, précédemment archevêque titulaire de Cyrrhus (de) puis de Nicée († 1er août 1970)
- 1er août : Louis Fillon, prélat français, archevêque de Bourges († 2 janvier 1943)
- 3 août : 
  - Alphonse Marie-Pierre Daniel Darris, prêtre, botaniste et missionnaire français en Chine († 2 décembre 1939)
  - Hermann Skolaster, prêtre, écrivain et missionnaire allemand au Cameroun († 4 août 1968)
- 9 août : Ferdinand Terrien, prélat et missionnaire français, vicaire apostolique de Lagos et évêque titulaire de Gordus (de) († 3 août 1929)
- 11 août : Francis Aupiais, prêtre, missionnaire, homme politique et écrivain français († 14 décembre 1945)
- 17 août : Jean-Baptiste Le Mel, prêtre français, connu pour son ascétisme et son énergie († 16 avril 1935)
- 19 août : Vincent Lebbe, prêtre lazariste et missionnaire belge en Chine († 24 juin 1940)
- 3 septembre : Jean-Marie Perrot, prêtre français, acteur du renouveau de la tradition bretonne, assassiné car soupçonné de collaboration avec les nazis († 12 décembre 1943)
- 5 septembre : Jo-Calixte Tremblay, prêtre et journaliste canadien († 23 juin 1961)
- 10 septembre : Jean-Joseph Moussaron, prélat français, archevêque d'Albi († 10 mars 1956)
- 21 septembre : Paul Robert, prêtre et homme politique français († 30 août 1958)
- 29 septembre : Florent du Bois de La Villerabel, prélat français, archevêque d'Aix-en-Provence († 7 février 1951)
- 1er octobre : Auguste Haouisée, prélat et missionnaire français, premier évêque de Shanghai († 10 septembre 1948)
- 5 octobre : Francis Trochu, prêtre et homme de lettres français († 8 mai 1967)
- 7 décembre : Ange-Marie Gouin, prélat et missionnaire français, vicaire apostolique du Laos et évêque titulaire d'Orcistus (de) († 21 mars 1945)
- 27 décembre : Bienheureux Mosè Tovini, prêtre et enseignant italien († 28 janvier 1930)
- 30 décembre : Bienheureuse Marie Pilar de Saint François Borgia, religieuse et martyre espagnole († 24 juillet 1936)

## Décès
- 1er mars : Louis-Étienne-Delille Reboul, prêtre et missionnaire français au Canada (° 4 décembre 1827)
- 4 mars : Bienheureuse Placide Viel, religieuse française (° 26 septembre 1815)
- 7 mars : Victor Scheppers, prêtre belge, fondateur des Frères de la Miséricorde de Malines, vénérable (° 25 avril 1802)
- 16 mars : John Bede Polding, prélat et missionnaire britannique, premier archevêque de Sydney (° 18 novembre 1794)
- 17 mars : Antoine Bayle, prêtre, orateur et écrivain français (° 24 mars 1825)
- 10 avril : Pierre Bataillon, prélat et missionnaire français, vicaire apostolique d'Océanie centrale et évêque titulaire d'Aenus (de) (° 6 janvier 1810)
- 21 avril : Luigi Vannicelli Casoni, cardinal italien de la Curie (° 16 avril 1801)
- 28 avril : Giuseppe Luigi Trevisanato, cardinal italien, patriarche de Venise (° 15 février 1801)
- 7 mai : Jean-Pierre Mabile, prélat français, évêque de Versailles (° 20 septembre 1800)
- 23 mai : Pierre-Antoine-Marie Lamouroux de Pompignac, prélat français, évêque de Saint-Flour (° 2 juillet 1802)
- 9 juin : Félix Fournier, prélat et homme politique français, évêque de Nantes (° 2 mai 1803)
- 14 juin : Joseph Micèu, prêtre et linguiste français, auteur en langue niçoise (° 17 avril 1796)
- 28 juin : Maurice de Saint-Palais, prélat et missionnaire français aux États-Unis, évêque de Vincennes (° 15 novembre 1811)
- 30 juin : Joseph-Frédéric Saivet, prélat français, évêque de Perpignan (° 13 août 1828)
- 8 juillet : Filippo de Angelis, cardinal italien, archevêque de Fermo (° 16 avril 1792)
- 14 juillet : François-André-Xavier de Gaffory, prélat français, évêque d'Ajaccio (° 17 juin 1810)
- 23 juillet : Thomas-Casimir-François de Ladoue, prélat français, évêque de Nevers (° 23 juillet 1817)
- 4 août : Alexis Mailloux, prêtre et historien canadien (° 8 janvier 1801)
- 26 août : Giuseppe Andrea Bizzarri, cardinal italien de la Curie, précédemment archevêque titulaire de Philippes (de) (° 11 mai 1802)
- 28 août : Sainte Zélie Martin, mère de Sainte Thérèse de Lisieux (° 23 décembre 1831)
- 8 septembre : 
  - Dominique Peyramale, prêtre français, curé de Lourdes durant les apparitions (° 9 janvier 1811)
  - Louis Amédée Rappe, prélat et missionnaire français, premier évêque de Cleveland (° 2 février 1801)
- 29 septembre : Sisto Riario Sforza, cardinal italien, archevêque de Naples (° 5 décembre 1810)
- 18 octobre : Annibale Capalti, cardinal italien de la Curie (° 21 janvier 1811)
- 24 octobre : Gregor von Scherr, prélat allemand, archevêque de Munich (° 22 juin 1804)
- 12 décembre : Jean Dours, prélat français, évêque de Soissons (° 4 février 1809)
- 20 décembre : Antoine Tarroux, prêtre et fondateur français (° 21 mars 1793)